# Obidne, Nemîriv
Obidne (în ucraineană Обідне) este o comună în raionul Nemîriv, regiunea Vinnița, Ucraina, formată numai din satul de reședință.

## Demografie
Componența lingvistică a satului Obidne
     Ucraineană (97,97%)
     Alte limbi (1,73%)
Conform recensământului din 2001, majoritatea populației satului Obidne era vorbitoare de ucraineană (97,97%), existând în minoritate și vorbitori de alte limbi.